# Karl Liebhardt

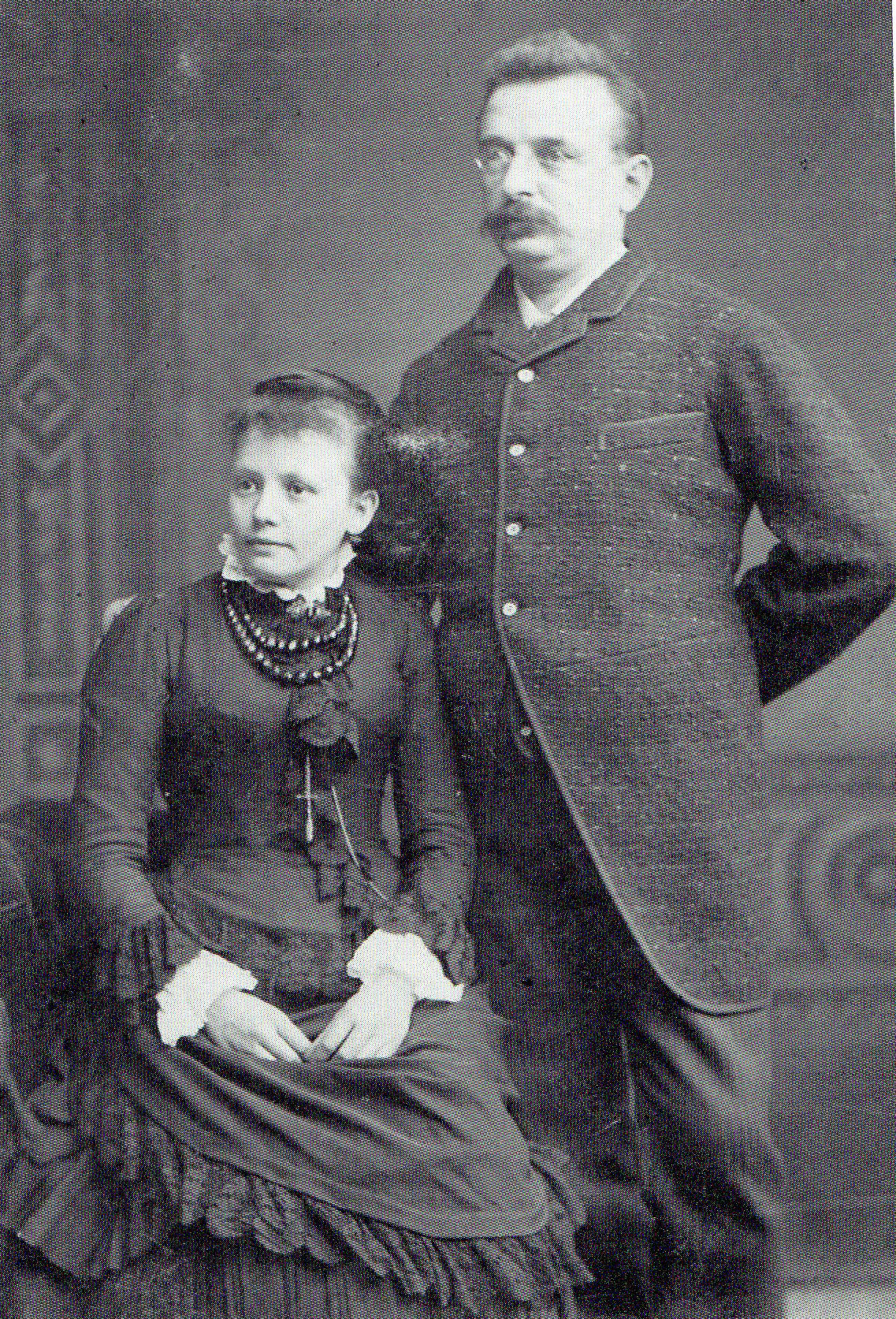
Karl Liebhardt mit seiner Frau Bertha Liebhardt geb. Traub, um 1885

Karl Liebhardt (* 22. September 1846 in Stuttgart; † 11. September 1916) war ein deutscher Berufsfotograf und Ansichtskarten-Verleger. Er trug den Ehrentitel eines königlich württembergischen Hoffotografen.

## Leben
Karl Liebhardt gründete 1873 ein Fotoatelier in Stuttgart und verlegte es 1880 nach Esslingen am Neckar. 1893 unternahm er eine fünfmonatige Reise in die USA, um die Weltausstellung in Chicago zu dokumentieren. Von dieser Reise brachte er über 400 Aufnahmen zurück, die im Folgejahr in Esslingen und Stuttgart ausgestellt wurden. 1894 wurde er von König Wilhelm II. zum königlich württembergischen Hoffotografen ernannt. Dennoch stellte Liebhardt bald Produktkataloge, Plakate etc. für Auftraggeber aus Gewerbe und Industrie her und fügte deswegen seinem Geschäft zwei Jahre später eine Abteilung für Lichtdruck hinzu, um die Vervielfältigungen, die seine Aufträge erforderten, selbst herstellen zu können. 1897 gab er seine Ateliers auf und widmete sich ganz der Druckgrafik. 
Nachdem in Deutschland ab 1885 die Herstellung von Ansichtskarten auch für den Auslandsverkehr für private Verleger genehmigt worden war, erlebte Liebhardts Geschäft eine Blütezeit. Er gründete nebenbei einen Ansichtskartenverlag und vertrieb die unterschiedlichsten Karten. Seine Motive waren meist Ortschaften – oft die bei Sammlern heute beliebten belebten Straßenszenen –, Wirtshäuser und Geschäftsgebäude, aber z. B. auch Gratulationskarten. 

## Ausstellung
Vom 10. Juli bis 7. September 2005 wurde im Stadtmuseum in Esslingen die Ausstellung „Gruß aus Esslingen“. Karl Liebhardt und seine Ansichtskarten gezeigt.

## Bilder

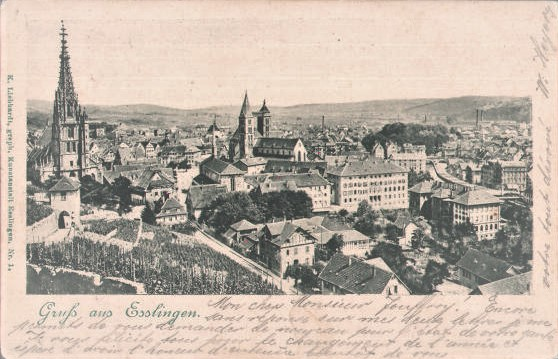
Um 1900: K. Liebhardt, graph. Kunstanstalt Esslingen, Nr. 1
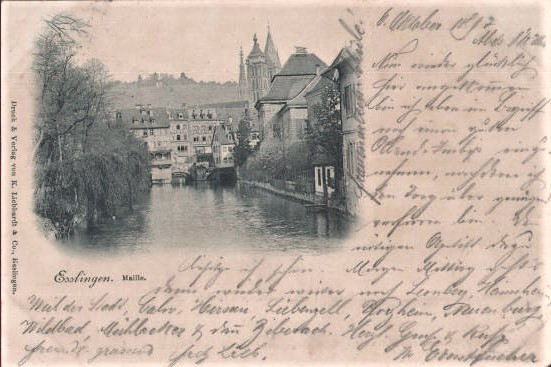
Um 1897: Druck und Verlag von K. Liebhardt & Co. (Blick von der Maille Richtung Pliensau)
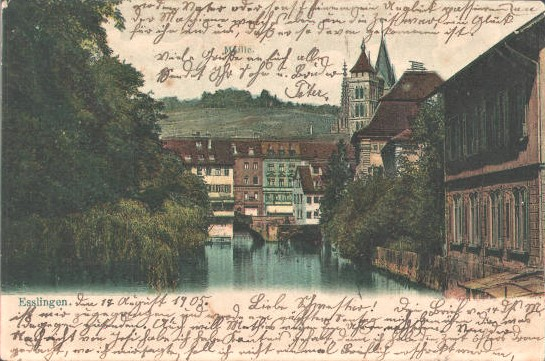
Dasselbe Motiv auf einer kolorierten Ansichtskarte von 1905